# 猎豹清理大师
猎豹清理大师（英語：Clean Master，原金山清理大师），是一款Android手机系统垃圾清理工具，由猎豹移動（原金山網絡）公司研发。该软件据金山网络称，在2014年2月在Google Play全球56个国家的工具排行榜中位列第一，用户量破亿，但其因違反Google政策，已於2020年2月20日遭Google Play下架，至今仍未能在Google Play商店下載該app。

## 历史与发展
- 2012年9月9日：发布「猎豹清理大师」[6]
- 2014年10月20日：发布「猎豹清理大师极速版」。

## 基本功能
- 垃圾清理：将手机里的浏览器、游戏、Facebook、Line、新浪微博等APP产生大量的快取垃圾、卸载后的残留文件、广告垃圾等一键清理，采用全球首创“火眼”引擎。
- 手机加速：一键加速关闭后台无用的进程，释放更多的运行内存。
- 应用管理：卸载应用软件、已安装的无用APK下载包、下载安装包管理、删除预装软件需要Root）等。
- 基本防毒功能

## 争议
- 2013年，中国国内网络公司奇虎360，曾擅自发布来源不明的猎豹清理大师内测版，引起猎豹移動不满[7]。在2014年猎豹移動分拆上市时，猎豹清理大师是其核心业务。[8]

### 广告争议
- 2014年7月15日起，猎豹清理大师被Google從Google Play的全球排行榜上移除[9]，此事發生的21日後，軟件終於被恢復，重回排行榜[10]。事件起因是因為猎豹清理大师違反Google Play的規定，違規推廣旗下產品廣告，並故意誤導用戶卸載包括Google Chrome在內的第三方瀏覽器及其他產品。[9]
- 2014年8月6日排行榜恢復當日發布公告，指此事是因為其中一間海外廣告渠道商沒有按照公司的推廣政策，擅自推廣造成的。他們稱事後已經和該渠道商停止合作，並感謝用戶的支持。同時他們也指責在下榜期間遭到黑公關詆毀造謠。[10]

## 吉祥物
- 小豹子（Chip）